# Trichomycterus goeldii
Trichomycterus goeldii är en fiskart som beskrevs av Boulenger, 1896. Trichomycterus goeldii ingår i släktet Trichomycterus och familjen Trichomycteridae. Inga underarter finns listade i Catalogue of Life.